# Llegat de sang (pel·lícula de 2023)
Llegat de sang (anglès: Transfusion) és una pel·lícula de thriller d'acció australiana de 2023. S'ha doblat i subtitulat al català.

## Sinopsi
En Ryan, un exagent de les Forces Especials, intenta reconnectar amb el seu fill Billy després de sofrir una profunda pèrdua. Però el Billy passa necessitats i el seu pare haurà de tornar a utilitzar les seves antigues habilitats i infiltrar-se en l'inframon criminal per a protegir el futur del seu fill.

## Repartiment
- Sam Worthington - Ryan Logan
- Matt Nable - Johnny
- Phoebe Tonkin - Justin
- Edward Carmody - Billy Logan (16 anys)
- Gilbert Bradman - Billy Logan (8 anys)

## Producció
El rodatge va tenir lloc a Austràlia. Totes les escenes es van rodar a Sydney.
El director, guionista i coprotagonista Matt Nable va assegurar que el seu pare era soldat, que ell s'havia criat en una caserna militar fins als 15 anys, i que havia vist moltes persones semblants als personatges de la pel·lícula.